# Forstbotanischer Garten Tharandt

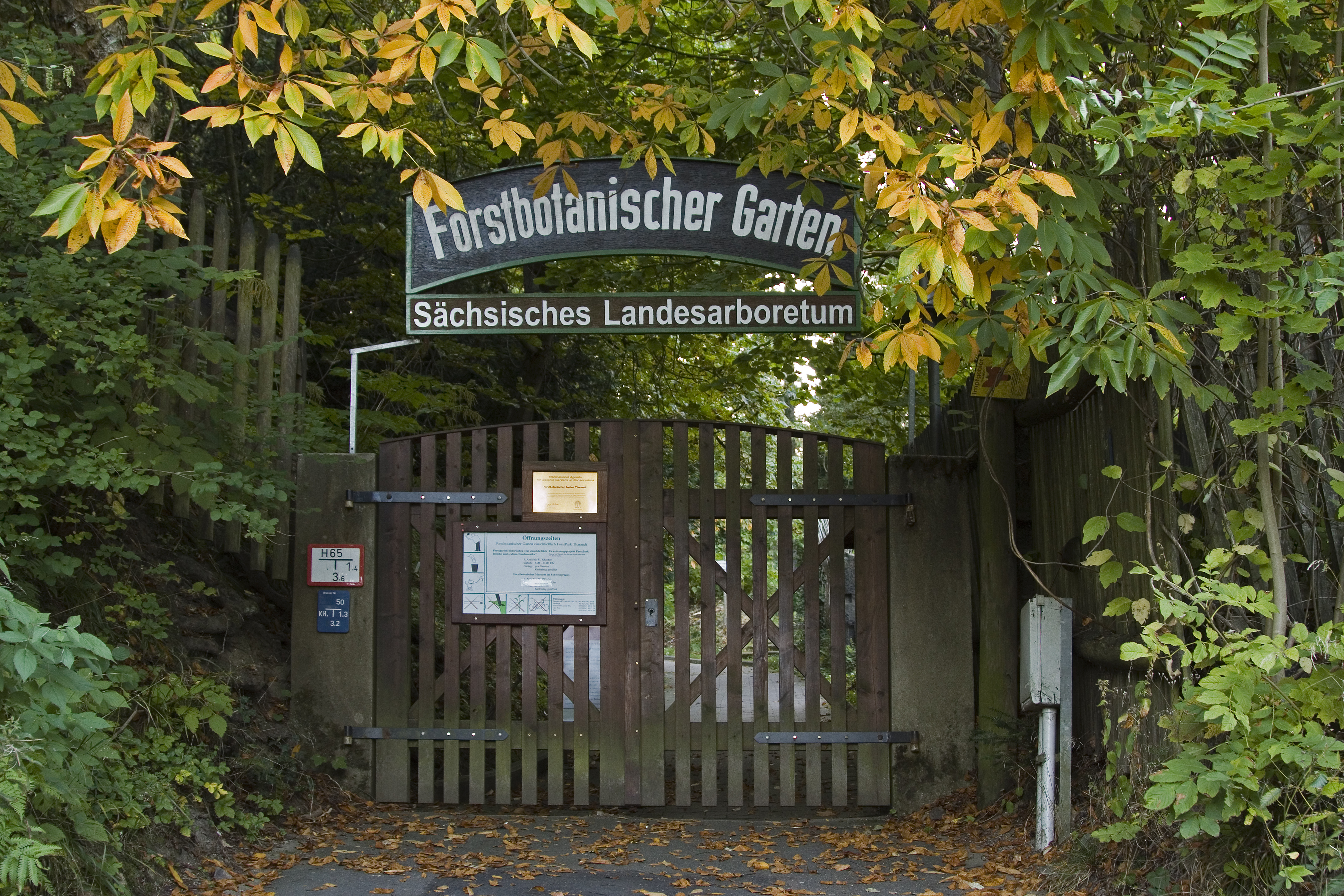
Eingang zum Forstbotanischen Garten

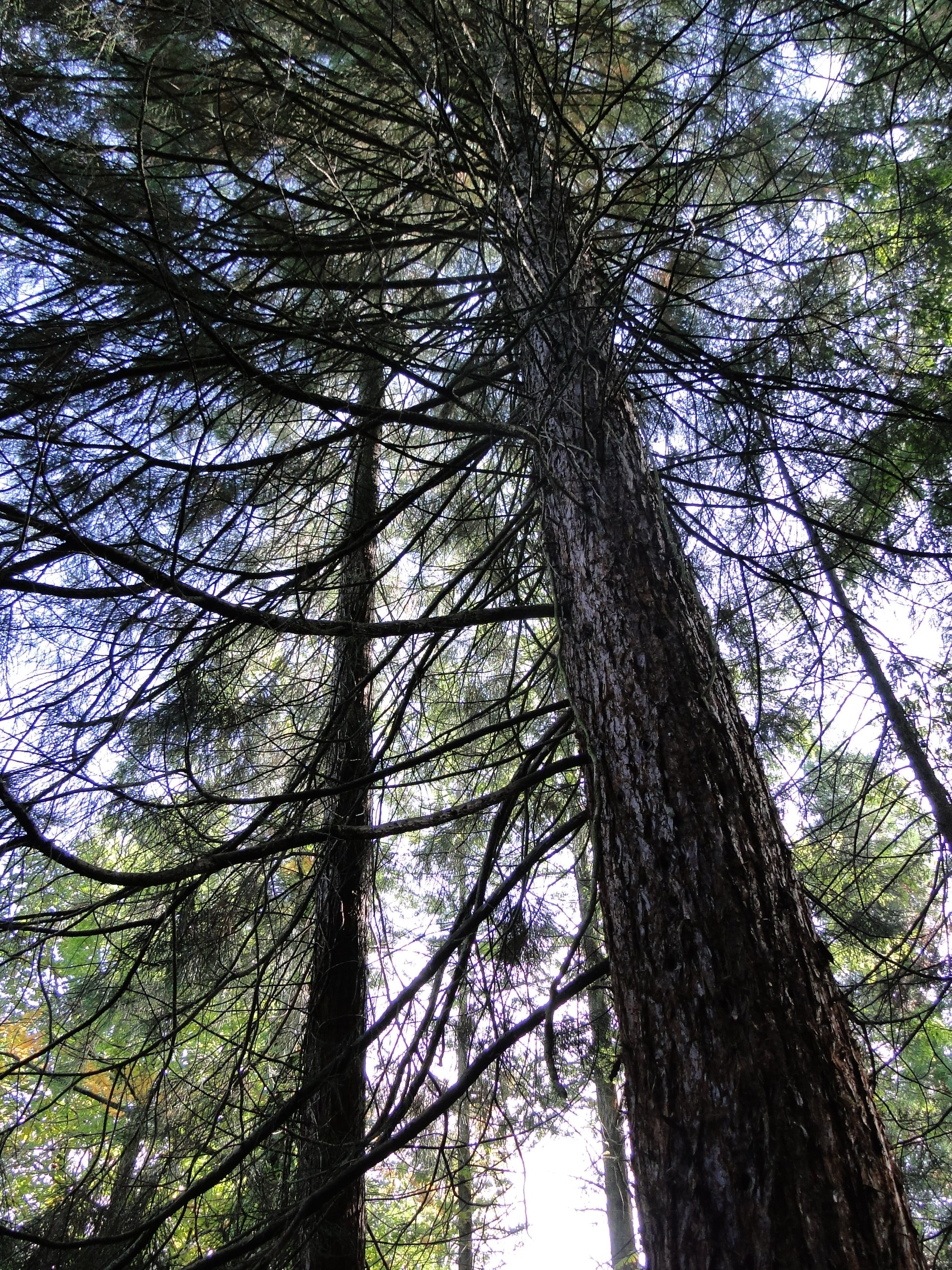
Mammutbaum

Der Forstbotanische Garten Tharandt ist eine Einrichtung der Technischen Universität Dresden und gleichzeitig das sächsische Landesarboretum. Er beherbergt Einzelstammgehölze und wurde seit 1997 um nordamerikanische Waldformationen stark erweitert. Besonderes Merkmal ist die enge Verzahnung mit der Fakultät Umweltwissenschaften der Technischen Universität Dresden.
Er wird geleitet von Andreas Roloff und dem Kustos Ulrich Pietzarka. Zur Finanzierung trägt ein Förderverein bei.

## Unterschiedliche Konzepte
Der forstbotanische Garten zeigt 1990 Arten und Unterarten von Gehölzen auf 34 Hektar Vorgebirgslandschaft; heimisch sind in Mitteleuropa nur 240 Arten. Im historischen östlichen Teil werden vorwiegend traditionelle Einzelstammsammlungen gezeigt, im neuen westlichen Teil vorbildnahe Waldformationen, die Strukturen und Dynamiken natürlich gewachsener Wälder erkennbar machen.
Der forstbotanische Garten wurde für die akademische Forschung und Lehre und das Prüfungswesen eingerichtet und auch für die Kultur und Dokumentation von Pflanzensammlungen. Zudem werden traditionell Aspekte für die Volksbildung aufgegriffen und in das Konzept einbezogen. In jüngster Zeit kam das Ziel der Sicherung der biologischen Vielfalt hinzu.

## Östlicher Teil
Der östliche historische Teil umfasst 18 Hektar am steilen Sporn des Tharandter Kienbergs. Dort befindet sich auch das zweischiffige vollautomatisch klimatisierte Gewächshaus. Das Gewächshaus enthält ein 60 Quadratmeter großes Kalthaus und ein 160 Quadratmeter großes Warmhaus. Das Warmhaus gewährleistet eine Temperatur von wenigstens 20 °C nachts und eine Luftfeuchtigkeit von 80 %. Kalthaus und Warmhaus stehen für Besucher offen. Außerdem gibt es einen Vorbereitungs- und Technikraum und die Anzuchtabteilung. Am Gewächshaus befindet sich das Alpinum mit Pflanzen aus dem Alpenraum und aus dem Himalaya.

## Westlicher Teil
Der westliche Teil – das sogenannte Nordamerika-Quartier – zeigt als Forst- und Landschaftspark von 15,4 Hektar auf einer flach gerundeten Kuppe 42 nordamerikanische Waldformationen, darunter:
- Wälder der Rocky Mountains
- Küstenwälder
- Douglasienwälder
- Wälder der Appalachen
- Prärien und zwei Teiche mit Gehölzen des Großen Salzsees und der Großen Seen.

Die natürliche Dynamik von Wäldern ist besonders gut erkennbar in den artenreichen Mischbeständen der nordamerikanischen Wälder, da hier die Konkurrenz besonders intensiv abläuft. Die Bäume sind altersbedingt noch nicht ausgewachsen, die Sträucher und die Krautschicht sind zu großen Teilen voll ausgebildet.

## Zeisiggrundbrücke

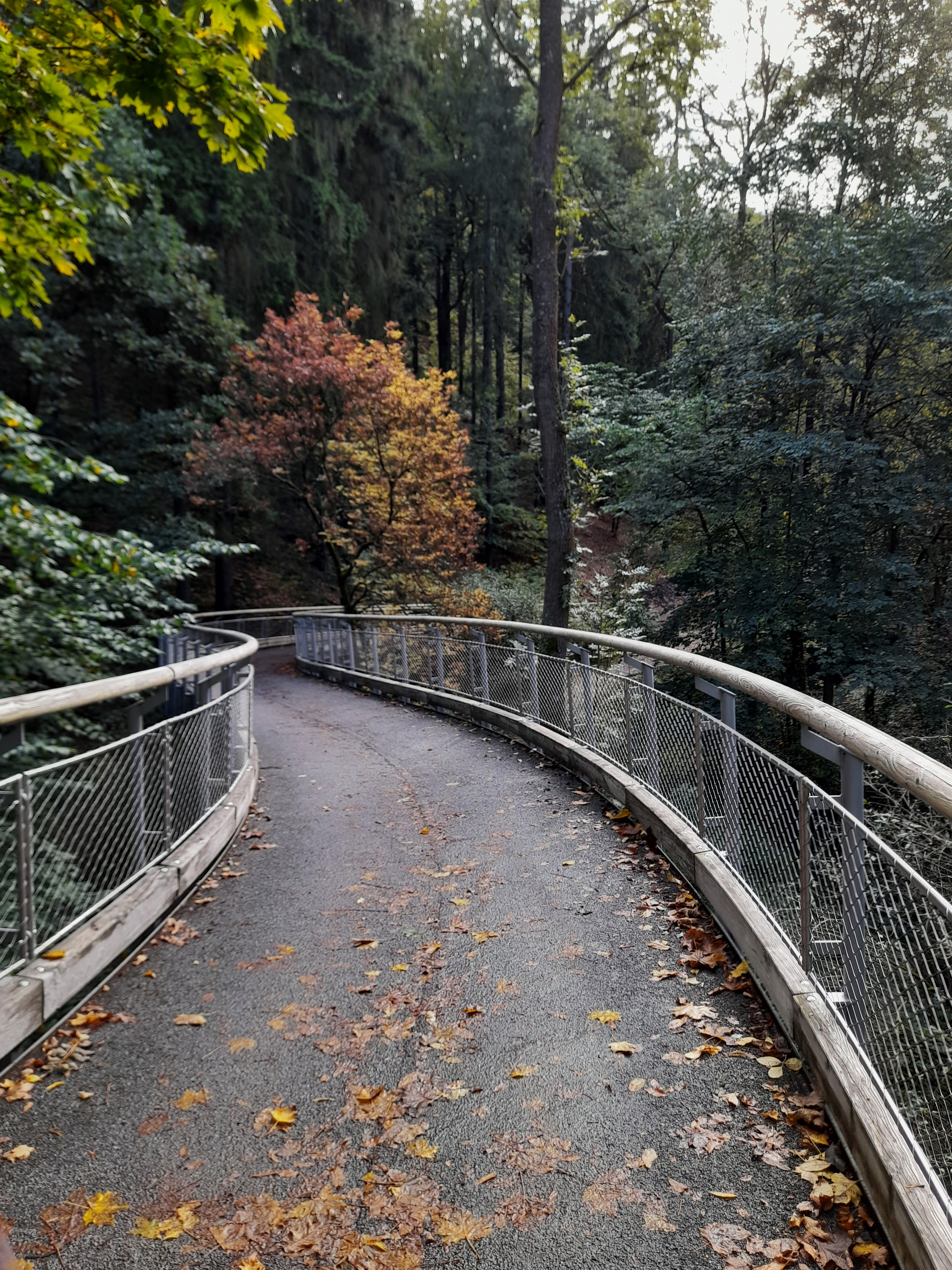
Zeisiggrundbrücke

Der östliche historische Teil und der westliche nordamerikanische Teil sind durch den Zeisiggrund getrennt, durch den die Staatsstraße von Dresden über Freital und Tharandt nach Freiberg führt. Das Tal überwindet die 117 Meter lange Zeisiggrundbrücke, eine filigrane Konstruktion aus Holz und Edelstahl, wurde im November 2003 fertiggestellt und kostete 645.000 €. Sie erhielt im Jahr 2006 den Sächsischen Staatspreis für Baukultur.

## Geschichte

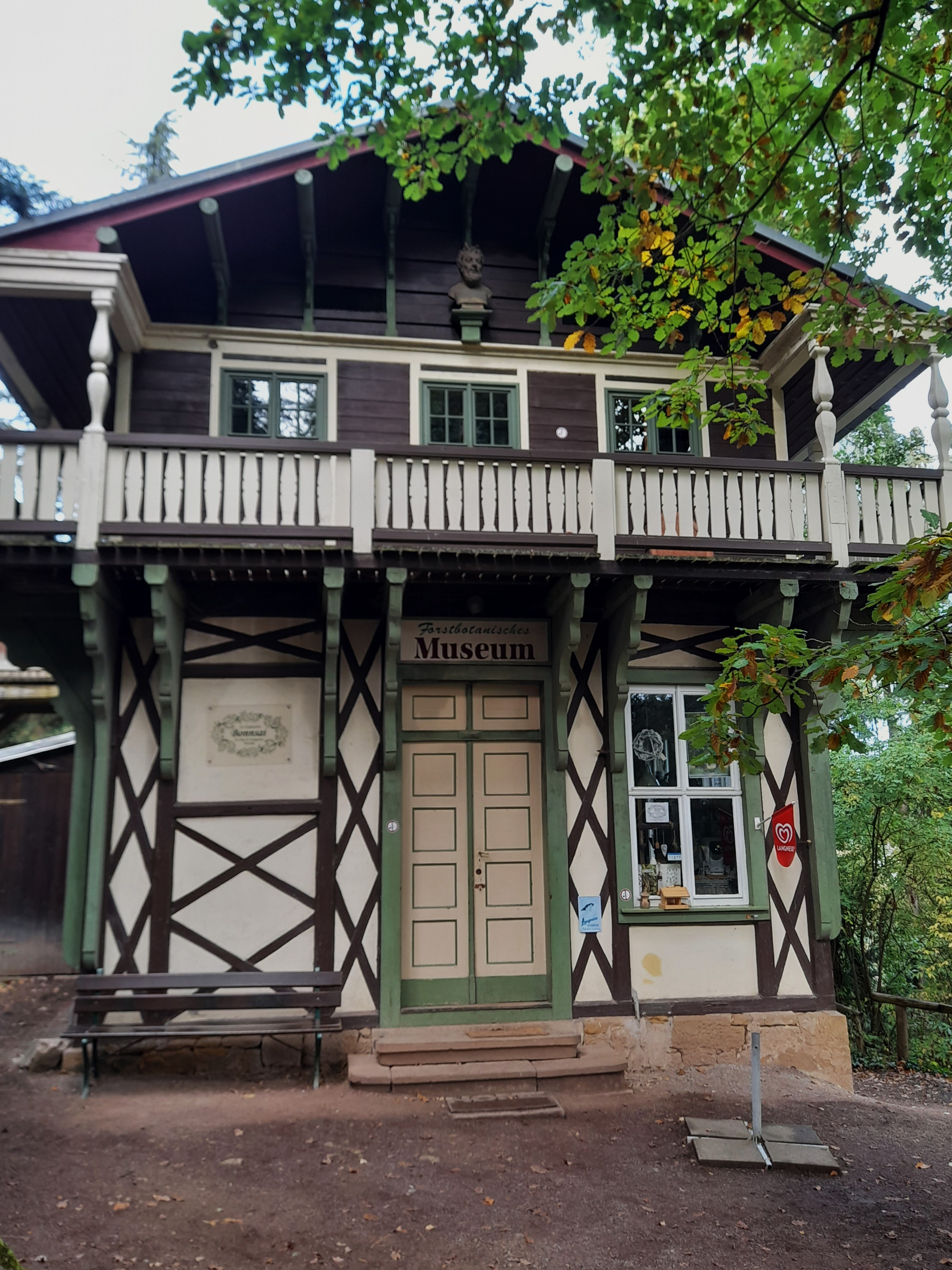
Forstbotanisches Museum Tharandt

Im Jahr 1811 gründeten Johann Adam Reum (1780–1839) und Heinrich Cotta den Forstbotanischen Garten. Reum war Lehrer für Botanik, Mathematik, Zeichnen und Vermessungslehre an der privaten Forstlehranstalt von Heinrich Cotta, aus der sich die Forstliche Hochschule Tharandt entwickelte. Garteninspektor Gustav Büttner erarbeitete 1875 den heute noch gültigen Plan zur Anlage der systematisch-botanischen Quartiere. Das erste Gewächshaus im Forstbotanischen Garten wurde 1880 errichtet. Im Jahr 1905 begann man mit der Anlage der geographischen Quartiere. Das zweite Gewächshaus baute man 1951.
Im Jahr 1978 führte der damalige Kustos der Einrichtung Peter A. Schmidt (* 1946) die detaillierte Aufzeichnung der Herkunftsdaten der Pflanzen ein.
Anstelle der ursprünglichen Gewächshäuser wurde 1996 ein vollautomatisiertes Gewächshaus errichtet. Im Jahr 2001 wurde der Forstbotanische Garten zum Sächsischen Landesarboretum gewidmet. Im selben Jahr begann man mit der Anlage der nordamerikanischen Waldformationen.

## Flächenzusammensetzung
| 1811 | Ursprungsfläche im Nordosten                 | 1,7 ha  |
| 1815 | Zeisiggrund                                  | 0,7 ha  |
| 1817 | Westhang                                     | 3,5 ha  |
| 1839 | Kienberg                                     | 5,1 ha  |
| 1900 | Altes Vogelschutzgehölz                      | 0,13 ha |
| 1951 | Neue geographische Quartiere                 | 4,2 ha  |
|      | Nordamerikanische Gehölzflora                | 2,9 ha  |
| 2001 | Nordamerikanische Waldformationen und Urwald | 15,4 ha |

## Bildergalerie

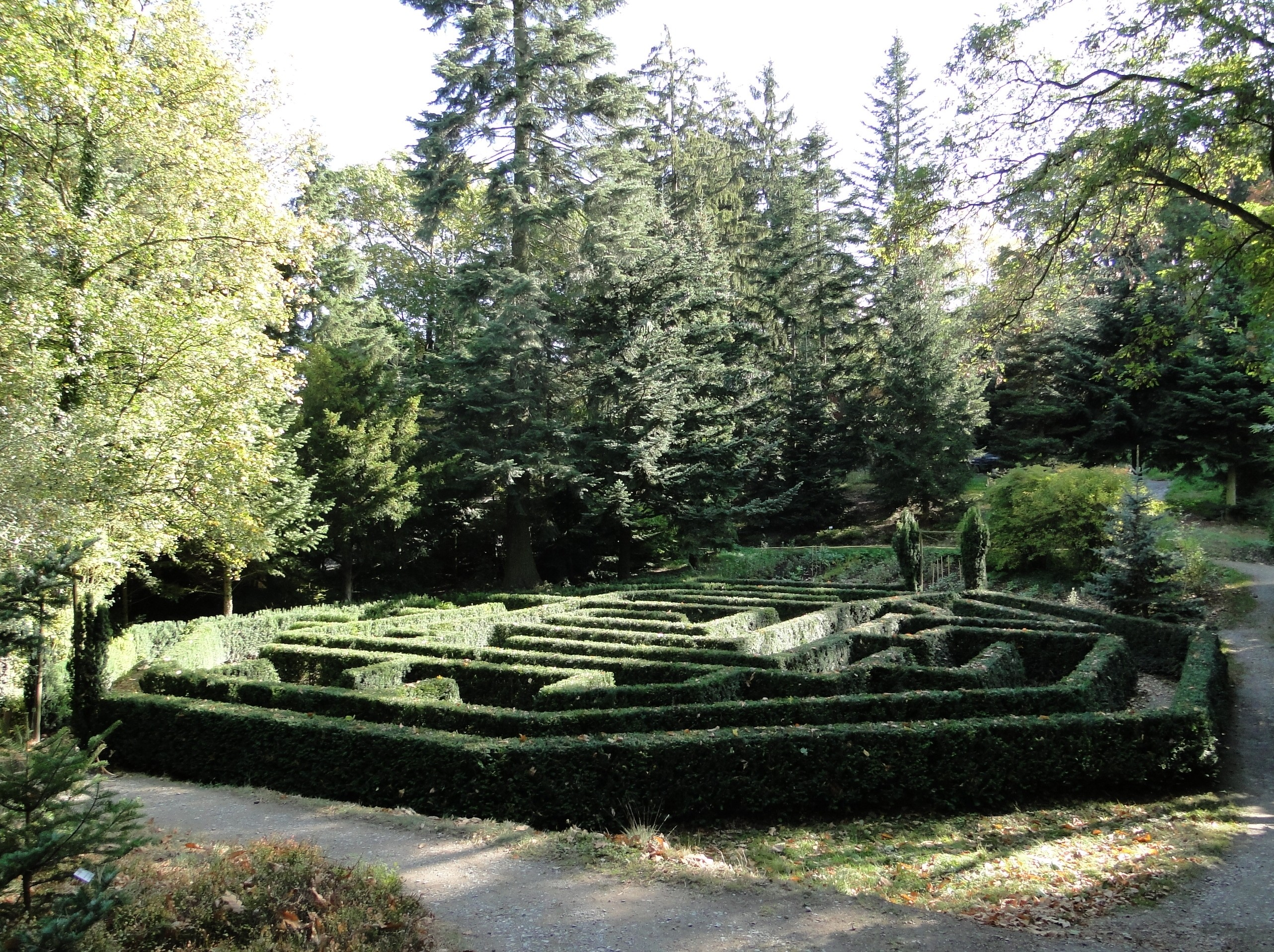
Labyrinth für die Kleinen
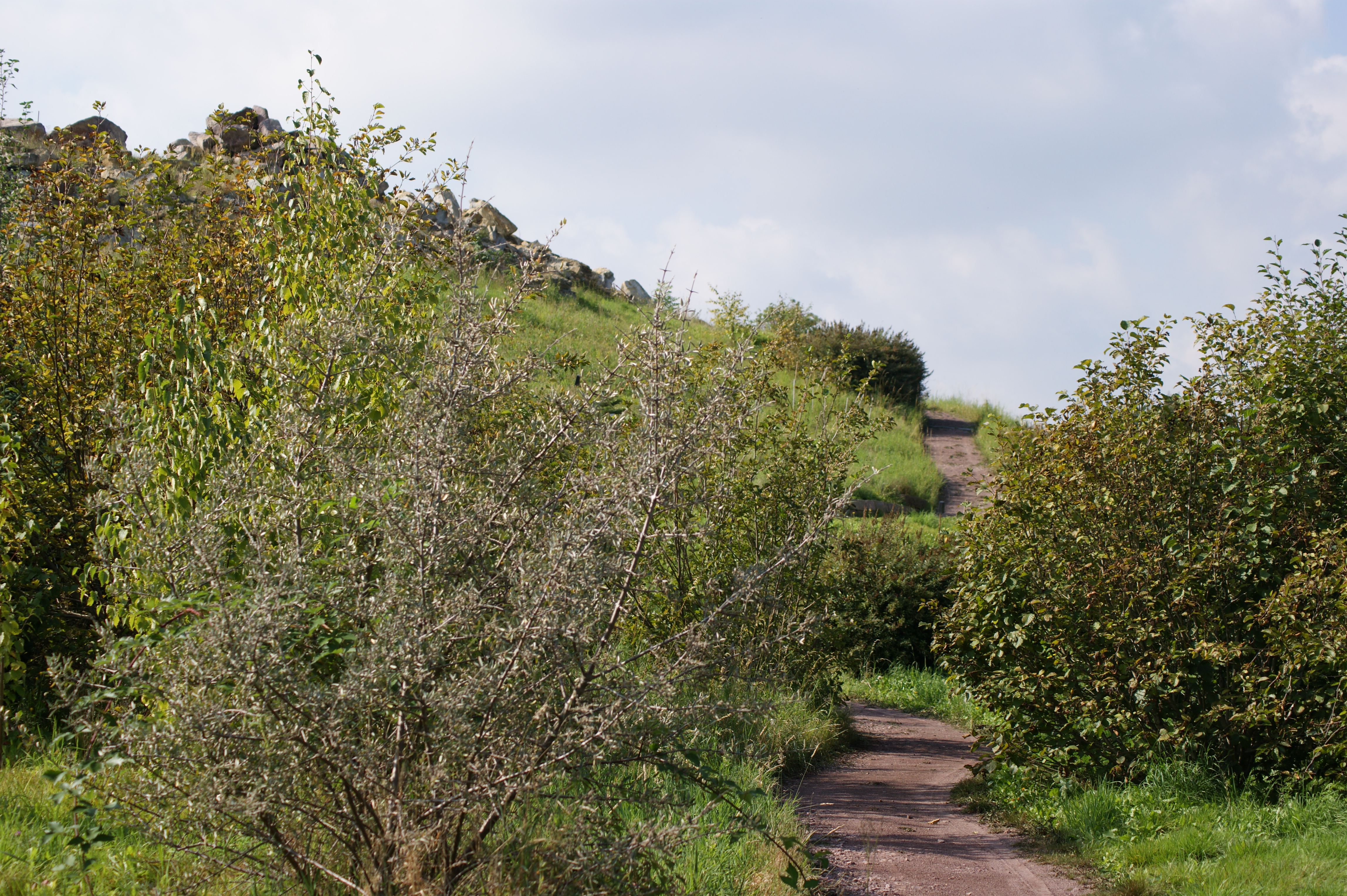
Pfad durch die „Rocky Mountains“
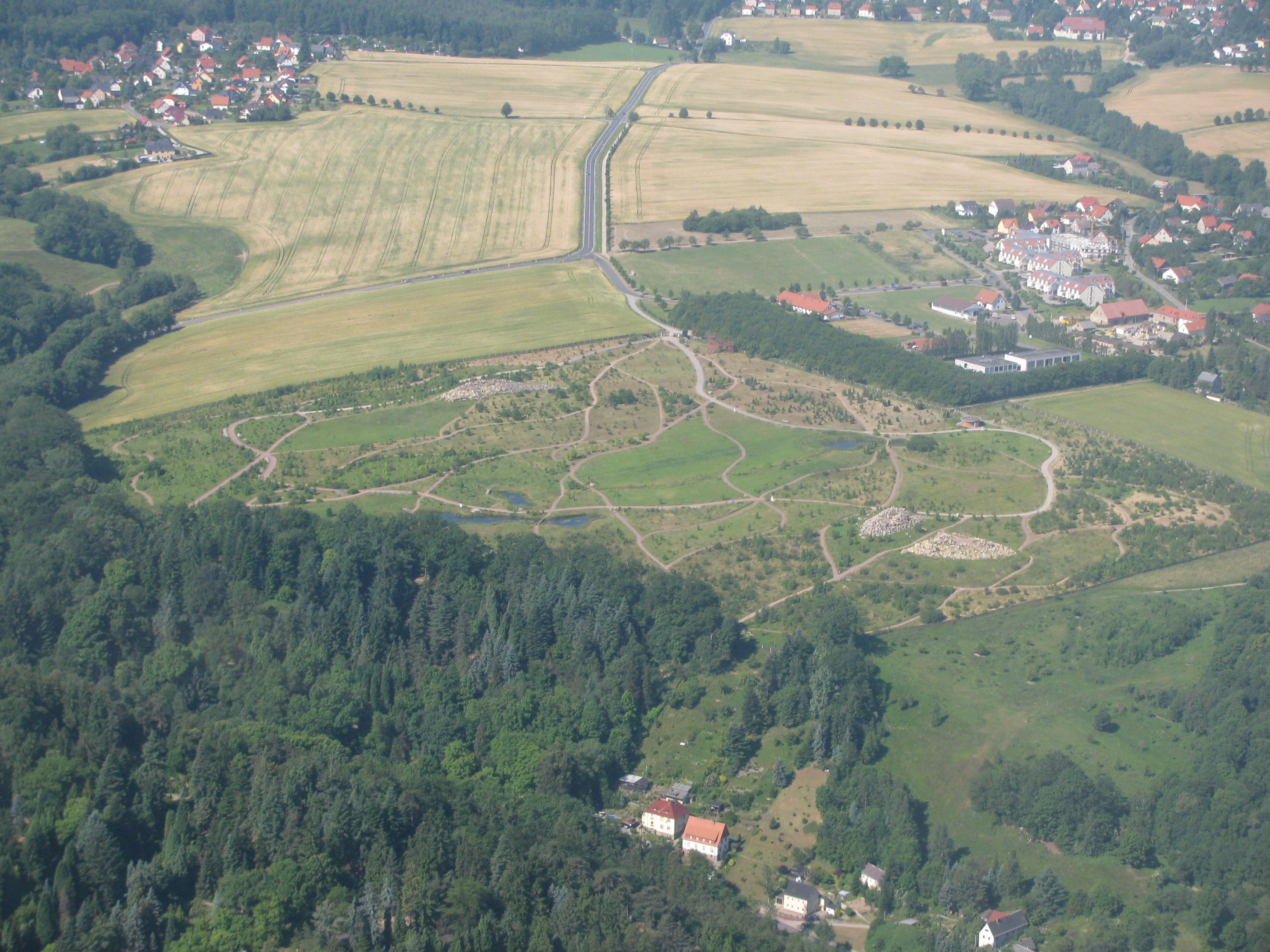
Schrägluftbildaufnahme von 2010
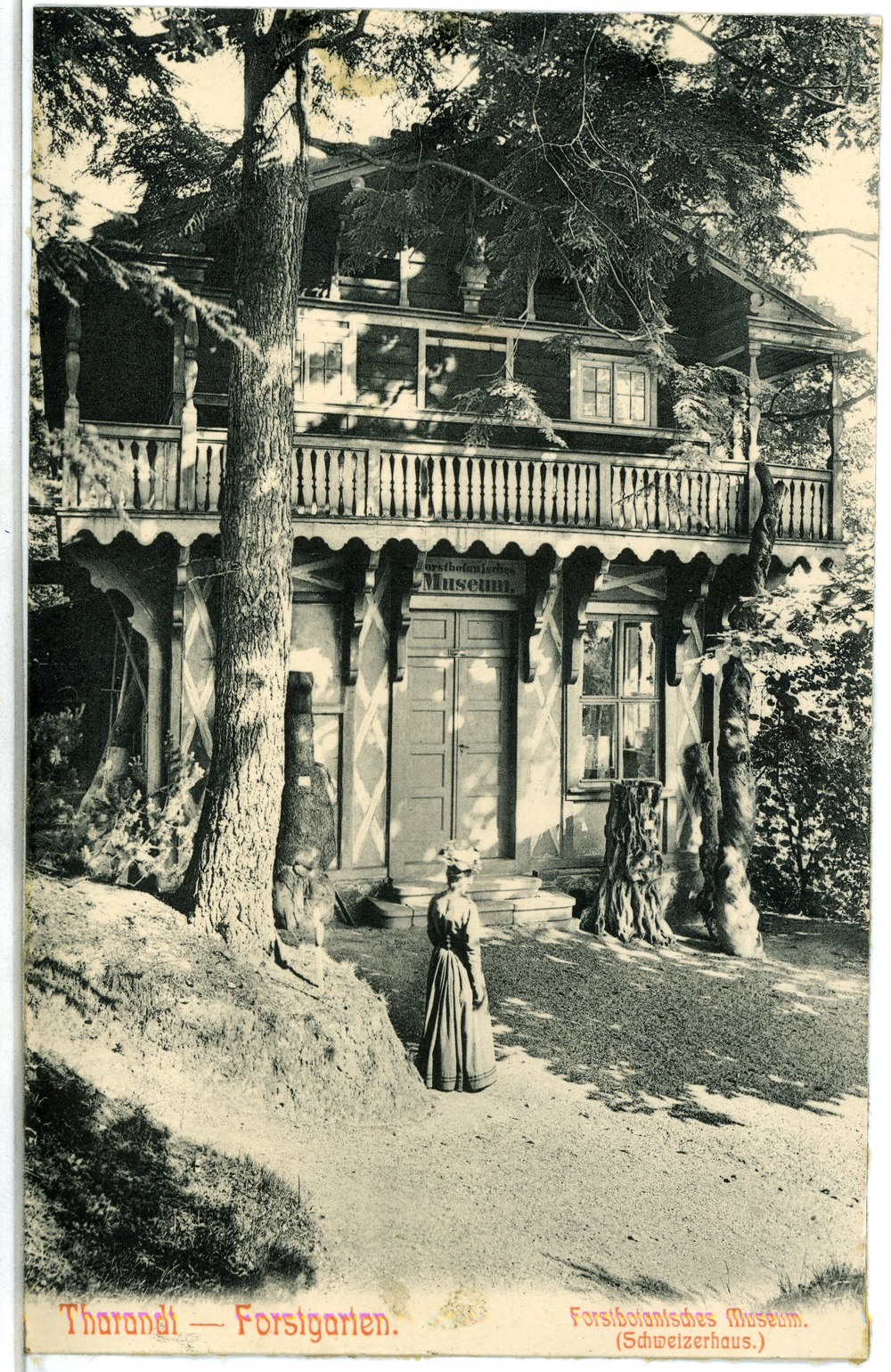
Forstbotanisches Museum (1903)
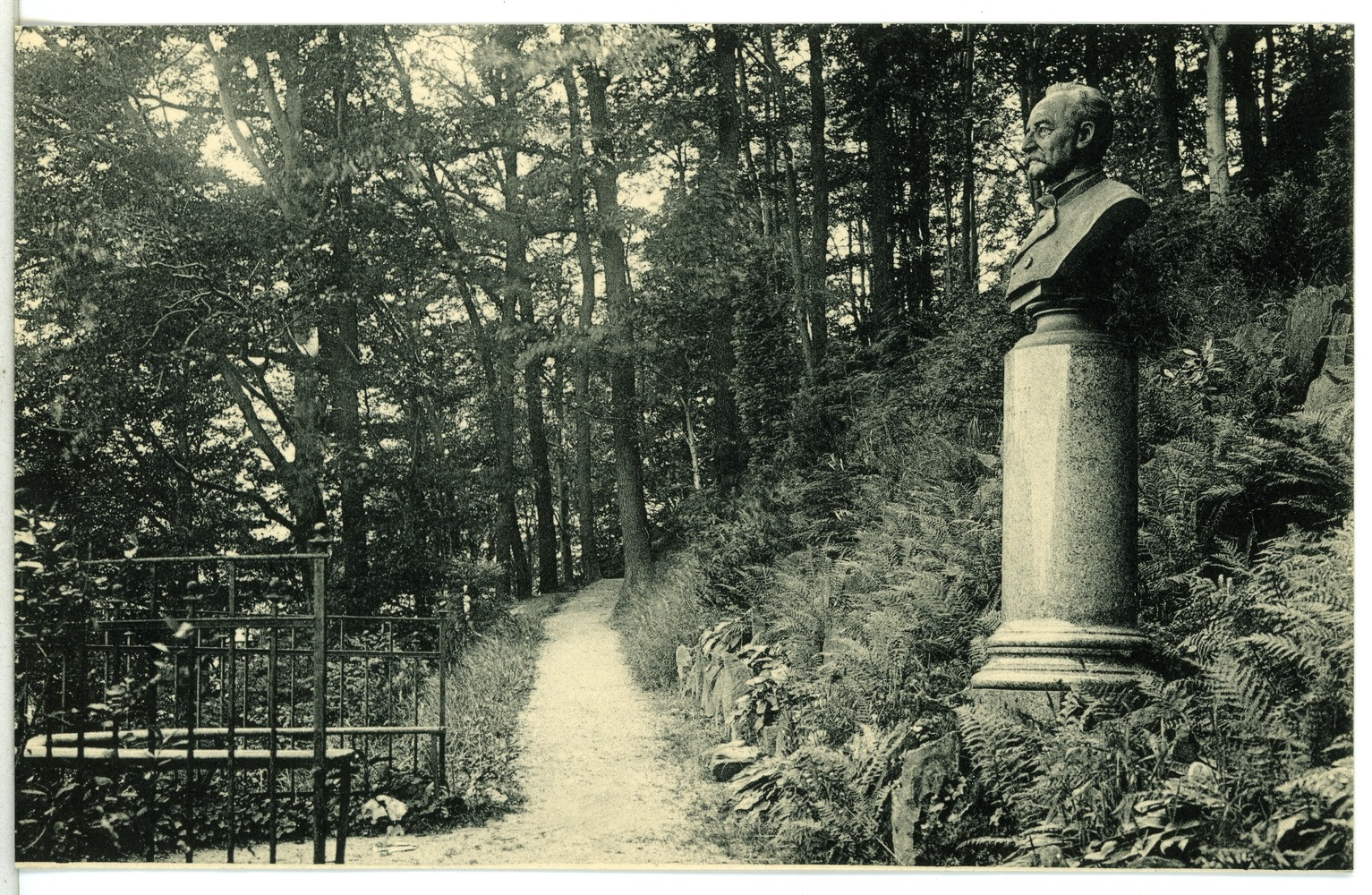
Das 1899 errichtete Judeichdenkmal, hier 1911 in den Heiligen Hallen, wurde erst 2011 in den Garten umgesetzt.